# ジル・ヤピ・ヤポ
ジル・ドナルド・ヤピ・ヤポ（Gilles Donald Yapi Yapo、1982年1月30日 - ）は、コートジボワール・アビジャン出身の元サッカー選手。現役時代のポジションはミッドフィールダー。

## 経歴

### クラブ
コートジボワールのASECミモザでプロキャリアをスタートさせ、その後はヨーロッパのKSKベベレン、FCナント、BSCヤングボーイズ、FCバーゼルでプレーしている。
2014年11月9日に行われたFCアーラウ戦で、アーラウのサンドロ・ヴィーザーから激しいタックルを受け、前十字靭帯断裂や半月板断裂、膝蓋腱断裂等の大怪我を負い、現役引退の危機にあったが、2015年9月13日のFCトゥーン戦で復帰を果たした。

### 代表
コートジボワール代表として、2006 FIFAワールドカップに背番号10を背負って出場した。

## 所属クラブ
- ASECミモザ 1998-2001
- KSKベフェレン 2001-2004

→ FCナント 2004 (loan)
- FCナント 2004-2006

→ BSCヤングボーイズ 2006 (loan)
- BSCヤングボーイズ 2006-2010
- FCバーゼル 2010-2013
- ドバイCSC 2013-2014
- FCチューリッヒ 2014-2018

→ FCアーラウ 2017-2018 (loan)
- FCバーゼルII 2018-2019

## 代表歴

### 出場大会
- コートジボワール代表
  - 2006 FIFAワールドカップ

### 試合数
- 国際Aマッチ 33試合 3得点（2000年-2008年）[2]

| コートジボワール代表 | 国際Aマッチ | 国際Aマッチ |
| 年                   | 出場        | 得点        |
| -------------------- | ----------- | ----------- |
| 2000                 | 3           | 0           |
| 2001                 | 5           | 2           |
| 2002                 | 1           | 0           |
| 2003                 | 1           | 0           |
| 2004                 | 5           | 1           |
| 2005                 | 6           | 0           |
| 2006                 | 6           | 0           |
| 2007                 | 5           | 0           |
| 2008                 | 1           | 0           |
| 通算                 | 33          | 3           |

## タイトル
クラブ
ASECミモザ
- コートジボワール・プレミア・ディビジョン 1999-2000, 2000–01

FCバーゼル
- スーパーリーグ 2010-11, 2011-12, 2012-13
- スイス・カップ 2011-12
- ウーレンカップ（英語版） 2011

FCチューリッヒ
- スイス・カップ 2015-16

コートジボワール代表
- アフリカネイションズカップ準優勝 2006